# Isothecium crassiusculum
Isothecium crassiusculum là một loài rêu trong họ Brachytheciaceae. Loài này được Brid. Brid. mô tả khoa học đầu tiên năm 1827.